# S.M. Nurse
S.M. Nurse was een Nederlandse muziekgroep die actief was van 1980 tot 1983.
De groep maakte collageachtige experimentele minimale new wave. De groep maakte gebruik van synthesizers, drumcomputers, samples en gitaar. De groep was vooral bekend in het Amsterdamse ultracircuit en trad onder andere op in Paradiso, Oktopus en Mazzo. Richard Zeilstra zorgde ervoor dat de groep gedraaid werd in de radioprogramma's Spleen en RadioNome en kon optreden in de VPRO-studio. Opnames van een concert in de travestienachtclub Madam Arthur werden in eigen beheer uitgegeven op cassette van label Top Tape en de groep stond op een verzamelcassette van Van Kaye + Ignit.
In 1986 brachten Stempher en Jak nog een cassette uit als Incredible Coöp en stopten daarna hun muzikale activiteiten, Konings ging verder met soloprojecten als eM. en begon andere bands (onder andere No Honey From These). In 2011 kondigde het Spaanse label Domestica aan een 10-inch uit te gaan brengen van S.M. Nurse.

## Bezetting
- Anneke Stempher: synthesizer, zang
- Jos Jak: synthesizer, zang
- Menko Konings: (bas)gitaar, synthesizer, zang